# Tusi
Tusi (kineski: 土司, pinyin: tǔsī) je naziv za plemenske vođe koje su bili priznati kao carski službenici za kineskih dinastija Yuan, Ming i Qing, uglavnom u Yunnanu. 
Sustav općenito poznat kao sustav izvornih starješina (kineski: 土司制度, pinyin: tǔsī zhìdù) potječe iz upravnog uređenja dinastije Yuan nakon osvajanja Dalija 1253. god., sve do mongolskog osvajanja pod zapovjedništvom Kublaj kana, brata velikog Kana. Bivša vladajuća dinastija Duan je imenovana kao carski namjesnici, a lokalni čelnici su upravljali manjim upravnim regijama. Duan Xingzhi, posljednji kralj Dalija, imenovan je kao prvi lokalni vladar, što je on prihvatio kao položaj smirivanja nemira. No, nakon Kublaj kanovog odlaska, izbili su nemiri između pojedinih frakcija. Go. 1255. i 1256., Duan Xingzhi predstavljen je na dvoru gdje je ponudio caru Mengu karte Yunnana i savjete kako uništiti pobunjena plemena. Duan tada poveo znatnu vojsku u ime mongolskei vojske i do kraja 1256. Uryankhadai je posve pokorio Yunnan. God. 1381., Ming car Zhu Yuanzhang poslao je vojsku protiv posljednjeg ostatka snaga dinastije Yuan, koju je predvodio knez Lianga Basalawarmi, koji je počinio samoubojstvo. Tako je Duan Gong, nasljednik Duan Xingzhija, postao posljednji predstavnik ostataka Yuan snaga. On se odbio predati i pokušao obnoviti bivše Dali kraljevstvo kao vazalnu državu. Nakon poraza u bitci, preživjela braća Duan su odvedeni u ropstvo u prijstolnicu i tamo su dobili neznatne položaje u unutrašnjosti države. Od tada su „stalne poglavice” zamijenjene „prenosivim dužnosnicima”", koje službeno imenuje Ming dvor.
Lokalni vladari su bili obvezni davati vojnike, potisnuti lokalne pobune i plaćati godišnji danak Pekingu, svake dvije godine ili u trogodišnjim ciklusima, ovisno o njihovoj udaljenosti. Titula je potvrđena kao nasljedna (za razliku od sustava carskog ispita u središnjoj Kini), ali sukcesije, promocije i degradacije su bile pod kontrolom kineske uprave koja je zahtijevala da svaki tusi koristiti pečat i službenu povelju. Za uspostavljanje legitimnosti nasljeđivanja, tusima je naređeno da sastavepopis svojih sinova i unuka 1436. god., te da ponove popis u četiri primjerka 1441. i ponovo 1485. god. Ming je također preuzeo vladavinu za djecu mlađu od 15 godina 1489. god.
Za dinastije Ming bilo je 179 tusija i 255 tuguana (domaćih civilnih zapovjednika) u Yunanu, ali je dinastija Qing znatno smanjila njihov broj. Za cara Yongzhenga bilo ih je tek 22. Dana 23. siječnja 1953. godine, Narodna Republika Kina je osnovala Autonomnu regiju Xishuangbanna Dai čime je službeno dokinut sustav tusija.
God. 2015. tri tusi mjesta (Laosicheng, Tangya i Utvrda Hailongtun) su upisana na UNESCO-ov popis mjesta svjetske baštine u Aziji.